# 广东机场集团
广东省机场管理集团有限公司（簡稱广东机场集团；英語：Guangdong Airport Authority，縮寫：GAA）是隶属于广东省人民政府的国有大型航空服务企业，主要负责广东省内的广州白云国际机场、揭阳潮汕机场、湛江吴川机场、梅州梅县机场、惠州机场、韶关丹霞机场的管理及營運。

## 歷史
- 1993年3月11日：国务院组建「广州白云国际机场集团公司」，其实际控制人为中国民用航空总局。
- 2004年2月25日：因应全国机场属地化改革，民航总局将广州白云、汕头、湛江、梅县四个机场移交广东省政府管理，「广东省机场管理集团公司」正式成立，其实际控制人变更为广东省人民政府[2]。
- 2010年9月10日，实行“省属省管”体制。
- 2013年4月18日，改制为“广东省机场管理集团有限公司”。

## 关联单位

### 全资、控股子公司
- 广州白云国际机场股份有限公司
- 广东民航机场建设有限公司
- 广东省航源实业发展有限公司
- 广东空港航合能源有限公司
- 广东空港置业有限公司
- 广州白云国际机场集团综合开发有限公司
- 广东机场安保服务有限公司
- 翼通商务航空服务有限公司
- 广州新科宇航科技有限公司
- 韶关丹霞机场有限公司
- 广东空港城投资有限公司

### 分公司
- 揭阳潮汕机场公司
- 湛江机场公司
- 梅县机场公司
- 惠州机场公司
- 航湾酒店资产管理分公司

### 其他
- 广州白云国际机场生活服务中心